# Lacroixilepis parvicollis
Lacroixilepis parvicollis är en skalbaggsart som beskrevs av Moser 1919. Lacroixilepis parvicollis ingår i släktet Lacroixilepis och familjen Melolonthidae. Inga underarter finns listade i Catalogue of Life.